# Gournier
Gournier (Grotte de Gournier) – jaskinia krasowa położona we Francji, w masywie Vercors (Prealpy Delfinackie), na południowy zachód od Grenoble. Długość 18 kilometrów. Posiada bogatą szatę naciekową. W jaskini znajduje się duże jezioro i ciąg meandrów z podziemną rzeką wznoszący się do wysokości 680 metrów nad poziom wejścia, co równa się deniwelacji.